# Monosijalogangliozid sijaliltransferaza
Monosijalogangliozid sijaliltransferaza (EC 2.4.99.2, CMP--acetilneuraminat:-galaktozil--acetil--galaktozaminil-(-acetilneuraminil)--galaktozil-D-glukozilkeramid -acetilneuraminiltransferaza, CMP-N-acetilneuraminat:-galaktozil--acetil--galaktozaminil-(-acetilneuraminil)--galaktozil--glukozil(1<->1)keramid -acetilneuraminiltransferaza) je enzim sa sistematskim imenom CMP-N-acetilneuraminat:-galaktozil--acetil--galaktozaminil-(-acetilneuraminil)--galaktozil--glukozil-(1<->1)-keramid -acetilneuraminiltransferaza. Ovaj enzim katalizuje sledeću hemijsku reakciju
CMP--acetilneuraminat + D-galaktozil--acetil--galaktozaminil-(-acetilneuraminil)--galaktozil--glukozil-(1<->1)-keramid {\displaystyle \rightleftharpoons } CMP + N-acetilneuraminil-D-galaktozil--acetil--galaktozaminil-(-acetilneuraminil)--galaktozil--glukozil-(1<->1)-keramid
Ovaj enzim može da bude identičan sa EC 2.4.99.4, beta-galaktozid alfa-2,3-sijaliltransferazom.

## Literatura
- Nicholas C. Price; Lewis Stevens (1999). Fundamentals of Enzymology: The Cell and Molecular Biology of Catalytic Proteins (Third изд.). USA: Oxford University Press. ISBN 019850229X.
- Eric J. Toone (2006). Advances in Enzymology and Related Areas of Molecular Biology, Protein Evolution (Volume 75 изд.). Wiley-Interscience. ISBN 0471205036.
- Branden C; Tooze J. Introduction to Protein Structure. New York, NY: Garland Publishing. ISBN 0-8153-2305-0.
- Irwin H. Segel. Enzyme Kinetics: Behavior and Analysis of Rapid Equilibrium and Steady-State Enzyme Systems (Book 44 изд.). Wiley Classics Library. ISBN 0471303097.

## Spoljašnje veze
- Monosialoganglioside+sialyltransferase на 